# Stahnsdorf
Stahnsdorf è un comune di 16 266 abitanti del Brandeburgo, in Germania.

Appartiene al circondario di Potsdam-Mittelmark.

## Storia
Citato per la prima volta nel 1264, il piccolo villaggio ad economia agricola si trasformò nel XX secolo in un centro industriale.

## Monumenti e luoghi d’interesse
Chiesa (Dorfkirche)Costruita nel XIII secolo, vi fu aggiunta una torre nel 1779.
Südwestkirchhof e Wilmersdorfer WaldfriedhofDue cimiteri costruiti a partire dal 1902 per le necessità di Berlino e dei comuni limitrofi; occupano una superficie di 237 ettari e fra gli altri vi sono sepolte importanti personalità, fra le quali Lovis Corinth, Heinrich Zille, Hans Baluschek, Hugo Lederer, Engelbert Humperdinck, Wilhelm Murnau, Hans Otto e Joachim Gottschalk.

## Società

### Evoluzione demografica
- Sviluppo della popolazione dal 1875 entro gli attuali confini (Linea Blu: Popolazione; Linea puntata: Confronto dello sviluppo della popolazione dello stato del Brandenburgo; Sfondo grigio: Ai tempi del governo nazista; Sfondo rosso: Al tempo del governo comunista)
- Sviluppo recente della popolazione (Linea blu) e previsioni

| Anno | Abitanti |
| ---- | -------- |
| 1875 | 1 488    |
| 1890 | 1 495    |
| 1910 | 2 746    |
| 1925 | 3 399    |
| 1939 | 8 391    |
| 1950 | 8 900    |
| 1964 | 8 820    |

| Anno | Abitanti |
| ---- | -------- |
| 1971 | 8 869    |
| 1981 | 8 341    |
| 1985 | 8 120    |
| 1990 | 7 938    |
| 1995 | 9 431    |
| 2000 | 11 506   |
| 2005 | 13 235   |

| Anno | Abitanti |
| ---- | -------- |
| 2010 | 14 210   |
| 2015 | 15 127   |
| 2016 | 15 240   |
| 2017 | 15 270   |
| 2018 | 15 243   |
| 2019 | 15 371   |
| 2020 | 15 756   |

Fonti dei dati sono nel dettaglio nelle Wikimedia Commons..

## Geografia antropica
Il comune di Stahnsdorf è suddiviso nelle frazioni (Ortsteil) di Güterfelde, Schenkenhorst, Sputendorf e Stahnsdorf Ort, e comprende i nuclei abitati (Wohnplatz) di Ausbau, Kienwerder, Marggraffshof e Neubauernsiedlung.